# Acidotično dihanje
Acidotično ali kussmaulovo dihanje je globoko, hitro in ritmično dihanje pri diabetični ali renalni acidozi (znižanem pH zunajcelične tekočine zaradi sladkorne ali ledvične bolezni).

## Poimenovanje
Kussmaulovo dihanje je poimenovano po nemškem internistu Adolphu Kussmaulu (1822–1902), ki je v 19. stoletju opisal nenormalno, upočasnjeno dihanje pri bolnikih s hudo obliko sladkorne bolezni. Svoje izsledke je objavil leta 1874.
Po njem je poimenovan tudi t. i. kussmaulov znak (paradoksno povečanje centralnega venskega tlaka pri vdihu, ki ga povzroči pritisk prepone na kongestivna jetra ali konstrikcijski perikarditis

## Mehanizem
Kussmaulovo dihanje je respiratorna kompenzacija presnovne acidoze, ki se najpogosteje pojavi pri sladkornih bolnikih z diabetično ketoacidozo. Zaradi forsiranega dihanja je v krvi bolnika s Kussmaulovim dihanjem delni tlak CO2 nizek, hkrati z nizkimi koncentracijami bikarbonata. Bolnik čuti nujo po globokem dihanju. Presnovna acidoza hitro povzroči hiperventilacijo, vendar je dihanje spočetka hitro in relativno plitko. Do Kussmaulovega dihanja pride, ko acidoza napreduje. Kussmaul je tako dihanje opazil kot znak pri sladkornih bolnikih, ki sta mu sledila koma in naposled smrt.